# Jesús de la Serna
Pour les articles homonymes, voir Serna.
Jesús de la Serna, né le 18 juin 1926 à Santander et mort le 5 septembre 2013 à Madrid,, est un journaliste espagnol.

## Biographie
Jesús de la Serna est né dans la ville espagnole de Santander en 1926. Son père, Victor de la Serna, était aussi journaliste, bien que sa grand-mère, Concha Espina, était une romancière. Il suit les traces de son père et commence à travailler en tant que journaliste au milieu des années 50. Il a été rédacteur en chef pour le magazine Teresa et le journal Pueblo. Il fut plus tard rédacteur en chef pour Informaciones. En 1979, il rejoint PRISA afin de travailler comme conseiller. Deux ans  plus tard, en 1981, il est nommé directeur adjoint pour El Pais. De plus, il était responsable de plusieurs sections de ce journal jusqu'en 1989.
Cette même année, il prend le relais du management de la Fundacion Escuela de Periodismo, conduit par l'Université autonome de Madrid. Il quitta le poste en 1981 pour travailler comme médiateur pour El Pais une fois de plus.
De plus, il a été le vice-président de l'Association de Presse de Madrid, sous le président Luis Apostua. Entre mars et octobre 1982, il prend en charge l'association à titre provisoire pour remplacer Apostua, bien qu'il prendra se poste officiellement en 1992. Il restera à ce poste pendant sept ans, jusqu'en 1999.
De la Serna meurt en 2013, à Madrid, âgé de 87 ans, après avoir souffert d'une longue maladie.